# Gare de Cantin
Gare de Cantin vasútállomás Franciaországban, Cantin településen.

## Vasútvonalak
Az állomást az alábbi vasútvonalak érintik:
- Saint-Just-en-Chaussée-Dowaai-vasútvonal

## Kapcsolódó állomások
A vasútállomáshoz az alábbi állomások vannak a legközelebb:
- Gare d’Arleux
- Gare de Sin-le-Noble